# NGC 604
NGC 604 és una regió de formació estel·lar situada en la galàxia del Triangle (M33), a una distància de 850 kiloparsecs de la nostra galàxia. Va ser descoberta per William Herschel l'11 de setembre de 1784.
NGC 604 comparteix amb NGC 2070, en el Gran Núvol de Magalhães ser la major regió de formació estel·lar del Grup Local i una de les majors conegudes, amb un diàmetre de 1.500 anys llum. És 40 vegades major i 6.300 vegades més lluminosa que la gran nebulosa d'Orió i a la distància i posició d'aquesta, NGC 604 brillaria més que el planeta Venus, i ocuparia en el cel un espai de 60°x37°, dominant el cel hivernal -ocupant tota la constel·lació d'Orió i l'espai delimitat per Wezen, Proció, S Aurigae, i gairebé fins a Menkar.
Aquesta regió de formació estel·lar ha estat estudiada detalladament amb ajuda del Telescopi Espacial Hubble, i s'ha determinat que conté al seu centre un cúmul de 200 estels de 15 i 60 masses solars en el qual abunden els estels de tipus espectral O i Wolf-Rayet, amb una massa estimada de 10⁵ masses solars i una edat de 3,5 milions d'anys; no obstant això, a diferència de 30 Doradus aquest cúmul és molt menys compacte i molt més semblant a una gran associació estel·lar que a un supercúmul estel·lar, constituint el prototip de les Associacions OB de Gran Escala (SOBA en anglès).